# M151 MUTT
M151 MUTT (от англ. military utility tactical truck) — американский армейский автомобиль повышенной проходимости, преемник армейских M38 и M38A1. Производился с 1959 по 1982 год, широко использовался американскими войсками в войне во Вьетнаме.

## История
В 1951 году Ford Motor Company получила техническое задание на проектирование полноприводного 11⁄4-тонного «Military Utility Tactical Truck» (отсюда аббревиатура MUTT) для замены джипов моделей M38 и M38A1. Разработанный в течение 8 лет автомобиль получил армейский индекс M151 MUTT. Хотя M151 был разработан и первоначально выпускался компанией Ford, позднее, с целью снижения закупочной стоимости и диверсификации источников поставок машин, производственные контракты на M151A2 также получили фирмы Kaiser Jeep и AM General. Рамы и кузова машин штамповались по субподряду детройтским заводом корпорации Fruehauf.
Принятый на вооружение в годы войны во Вьетнаме, MUTT играл активную роль в американских военных операциях и в 1980-х годах, даже когда производство было прекращено в пользу HMMWV. Несмотря на официальную замену, M151 имел некоторые явные преимущества перед его гораздо большим и гораздо более тяжёлым преемником. MUTT был достаточно мал, чтобы поместиться внутри грузового самолёта C-130, или тяжелого транспортного вертолёта CH-53. Такая особенность была одной из причин использования M151 Корпусом морской пехоты США вплоть до 1999 года, в таких местах, как, например, Косово.
Различные модели М-151 несли успешную военную службу в 15 различных стран НАТО, M151 был продан во многие страны НАТО, включая Канаду, Данию, Великобританию, и не входящие в блок страны, такие как Ливан, Израиль, Филиппины, Пакистан. В настоящее время M151 используется по всему миру более чем в 100 странах.
В отличие от многих других военных вездеходов, таких как HMMWV или Jeep (Willys MB и его модификации), M151 не предлагался для гражданского авторынка, так как Министерство обороны США считает все автомобили серии M151 «небезопасными для общественного пользования на шоссе» и не отвечающими стандартам безопасности для гражданских транспортных средств.

## Конструкция
Хотя M151 сохранил основную планировку и размеры своих предшественников, конструкция машины имела большие изменения. В отличие от предыдущих конструкций, структура которых состоит из стального кузова, закреплённого на отдельной стальной раме, на M151 использован несущий кузов-монокок. Ликвидация рамы M151 увеличила дорожный просвет и в то же время снизила центр тяжести. Также была улучшена подвеска. В отличие от всех предыдущих военных джипов, M151 был оснащён независимой подвеской всех колёс на винтовых пружинах.
Из-за обвинений в нарушении авторских прав M151 вместо семи отличительных вертикальных отверстий решётки радиатора получил решётку с горизонтальными отверстиями.

## Модификации

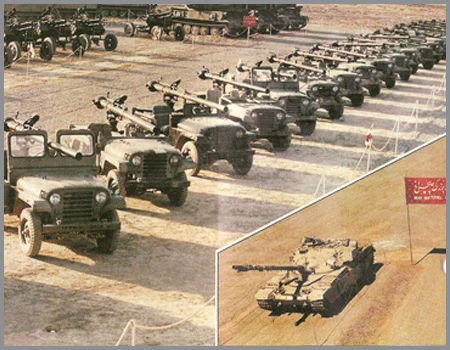
Построение трофейных джипов M825 с 106-мм безоткатным орудием М40, захваченных повстанцами МЕК в ходе операции «Сорок Звёзд»

- M151 (1960—1964) — Первоначальная версия. Из-за конструкции задней подвески склонен перевернуться, большое изменение развала задних колес на неровностях приводит к избыточной поворачиваемости.
- M151A1 (1964—1970) — Вторая версия: незначительные изменения в задней подвеске, в основном направленные на увеличение грузоподъёмности. Добавлены сигналы поворота на передних крыльях.
  - M151A1C — оснащен 106-мм безоткатным орудием на пьедестале.
  - M151A1D — вариант с тактическим ядерным оружием Davy Crockett Atomic Demolition Munition.
  - M718 — Фронтовой санитарный вариант.
- M151A2 (1970—1982) — Третья версия: существенно переработана задняя подвеска, что значительно улучшило безопасность в поворотах. Многие более мелкие обновления, включая улучшения сигналов поворота. A2 можно определить по большим комбинированным сигналам поворота/габаритных огней на передних крыльях, которые также были изменены для установки больших фар, в отличие от M151A1, которая имела более плоские передние крылья.
  - M718A1 — Фронтовой санитарный вариант.
  - M825 — Вариант с 106-мм безоткатным орудием M40.
  - M151A2 FAV — штурмовой воздушно-десантной вариант.
  - M151A2 TOW — TOW противотанковый ракетный вариант.
  - M1051 — вариант, для монопольного использования морской пехотой.
  - MRC108 — вариант с оборудованием многополосной связи.

## См. также

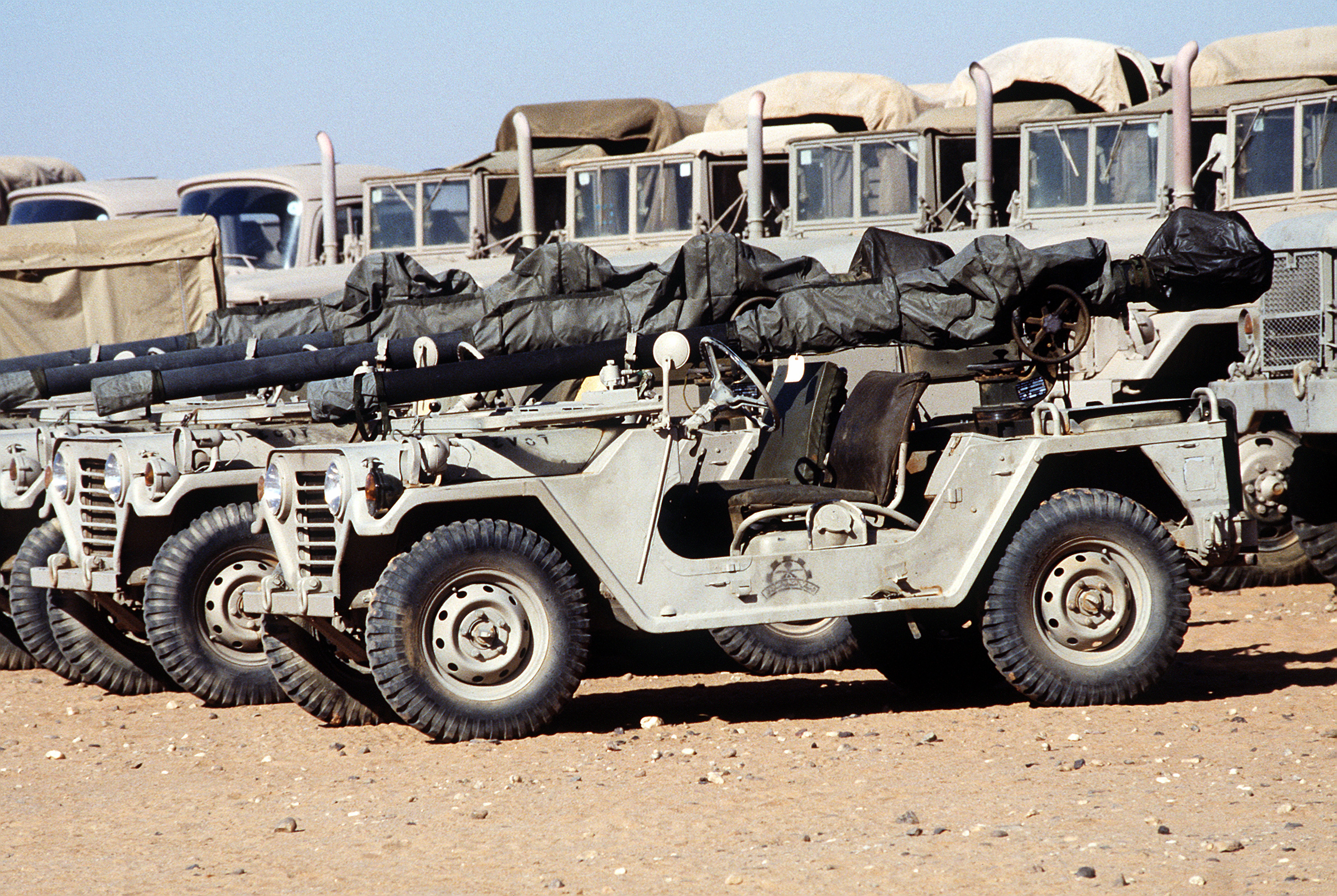
M151 в Саудовской Аравии